# Мужская сборная Соломоновых Островов по баскетболу
Мужская сборная Соломоновых Островов по баскетболу — национальная команда по баскетболу, представляющая Соломоновы Острова в международных соревнованиях. Управляется Федерацией баскетбола Соломоновых Островов.

## История
Сборная Соломоновых Островов ни разу не участвовала в крупнейших международных турнирах — Олимпийских играх, чемпионатах мира и чемпионатах Океании.
С 1969 года баскетболисты Соломоновых Островов участвуют в Южнотихоокеанских и Тихоокеанских играх, но обычно занимают только низшие места. Их лучший результат — 6-е место на Играх 1983 года в Апиа, 1987 года в Нумеа и 2007 года в Апиа.
В 2017 году сборная Соломоновых Островов участвовала в первом розыгрыше Кубка Меланезии по баскетболу в Порт-Морсби. На групповом этапе соломонцы проиграли Папуа — Новой Гвинее (37:79), Фиджи (51:70) и Новой Каледонии (52:87), а в матче за 3-4-е места вновь уступили фиджийцам (43:63).

## Результаты выступлений

### Тихоокеанские игры
- 1969 — 7-е
- 1971 — 8-е
- 1975 — 7-е
- 1983 — 6-е
- 1987 — 6-е
- 1991 — 8-е
- 1995 — 7-е
- 1999 — 8-е
- 2003 — 7-е
- 2007 — 6-е
- 2011 — 9-е
- 2015 — 7-е
- 2019 — 8-е

### Кубок Меланезии
- 2017 — 4-е